# 白沙镇 (江津区)
白沙镇，是中华人民共和国重庆市江津区下辖的一个乡镇级行政单位。白沙镇是重庆高粱酒发源地以及中国小曲清香高粱酒的主要产区。20世紀30年代，白沙镇的酿酒基地被一场大火烧毁。2019年白沙镇被评为中国文化百强镇。

## 行政区划
白沙镇下辖以下地区：
曹坊社区、公园路社区、石坝社区、滩盘社区、松林岗社区、麻柳湾社区、朝天咀社区、高屋村、黑石山村、东山村、金盆村、柿子村、复建村、窄口村、恒和村、红花店村、金宝村、三口村、河口村、土地村、苟洲村、横山村、芳阴村和宝珠村。